# Sääksjärvi (sjö i Rautalampi, Norra Savolax)
Sääksjärvi är en sjö i kommunen Rautalampi i landskapet Norra Savolax i Finland. Sjön ligger 100,3 meter över havet. Den är 7,6 meter djup. Arean är 1,61 kvadratkilometer och strandlinjen är 9,48 kilometer lång. Sjön  ingår i Kymmene älvs huvudavrinningsområde.   Den ligger omkring 54 kilometer väster om Kuopio och omkring 290 kilometer norr om Helsingfors. Nordväst om Sääksjärvi ligger Kilpimäki. 